# 앰버 마르케세
앰버 마르케세(Amber Marchese, 1977년 ~ )는 미국의 사업가, 방송인이다. 리얼리티 프로그램 The Real Housewives of New Jersey에서 이름을 알렸다.